# Bradina chloroscia
Bradina chloroscia là một loài bướm đêm trong họ Crambidae.